# Сведенборгиане
Сведенборгиане — последователи учения шведского духовидца и теософа Эммануила Сведенборга (1688—1772), основавшие в 1787 году в Лондоне особую сведенборгианскую «Церковь Нового Иерусалима» (Новая церковь), которая быстро стала распространяться по Великобритании и США.
К концу XIX века  насчитывалось около 80-и сведенборгских общин в Великобритании и 116 в США. Для распространения книг Сведенборга и сочинений о нём самом было основано Swedenborg Society (1810), действующее и поныне. Группы последователей Сведенборга возникали в Германии, Франции, Швеции, а также в России. К ним принадлежали, например, известный писатель В. И. Даль и отчасти профессор Московского университета П. Д. Юркевич.